# Derby Poznania w piłce nożnej
Derby Poznania – określenie meczów rozgrywanych pomiędzy poznańskimi klubami: Wartą i Lechem, w przeszłości w derbowych pojedynkach uczestniczyła również, nieistniejąca już, Olimpia.
Pierwsze derbowe spotkanie poznańskich drużyn w ekstraklasie odbyło się w pierwszym ligowym sezonie po II wojnie światowej, w 1948, kiedy to spotkała się Warta z Lechem. Olimpia rozegrała swoje pierwsze derbowe spotkanie w najwyższej klasie rozgrywkowej w sezonie 1986/87, z Lechem. Zaś sezon 1994/95 był jedynym, kiedy Olimpia i Warta spotkały się w I lidze. Do interesujących derbowych meczów można zaliczyć spotkanie o Puchar Prezydenta Miasta Poznania w 1972, między Wartą a Lechem zakończone wynikiem 3:2, oraz pojedynku z okazji 70-lecia Warty i 60-lecia Lecha w 1982, w którym zwyciężył Lech 2:1.

## Kluby
| Porównanie klubów                       | Porównanie klubów                                                          | Porównanie klubów                      |
| --------------------------------------- | -------------------------------------------------------------------------- | -------------------------------------- |
| Warta Poznań                            |                                                                            | Lech Poznań                            |
| 1912                                    | rok założenia                                                              | 1922                                   |
| 2                                       | Mistrzostwa Polski (stan na koniec sezonu 2024/25)                         | 9                                      |
| 0                                       | Puchary Polski (stan na koniec sezonu 2022/23)                             | 5                                      |
| 0                                       | Superpuchary Polski (stan na koniec sezonu 2022/23)                        | 6                                      |
| 22                                      | liczba sezonów w Ekstraklasie włącznie z sezonem 2023/24                   | 63                                     |
| 8                                       | liczba sezonów w nieligowych mistrzostwach Polski                          | 2                                      |
| 23                                      | miejsce w tabeli wszech czasów Ekstraklasy (stan na koniec sezonu 2022/23) | 5                                      |
| 21 sierpnia 1921 0:1 z Polonią Warszawa | debiut w rozgrywkach o mistrzostwo Polski                                  | 30 marca 1947 2:4 z Szombierkami Bytom |
| 3 kwietnia 1927 0:3 z Czarnymi Lwów     | debiut w Ekstraklasie                                                      | 14 marca 1948 3:4 z Widzewem Łódź      |
| 1                                       | królowie strzelców Ekstraklasy(stan na koniec sezonu 2022/23)              | 11                                     |
| 1920                                    | debiut na drugim poziomie rozgrywkowym (przedwojenna Klasa A)              | 20 marca 1932 3:2 z Polonią Leszno     |
|                                         | współzałożyciel Ekstraklasy                                                |                                        |

## Mecze Warta - Lech
| Lp. | Poziom, rok | Bilans       |
| --- | ----------- | ------------ |
| 1.  | II, 1946    | 1-0-0 (+1)   |
| 2.  | II, 1946    | 1-0-1 (0)    |
| 3.  | II, 1946    | 2-0-1 (+1)   |
| 4.  | I, 1948     | 2-0-2 (0)    |
| 5.  | I, 1948     | 2-1-2 (0)    |
| 6.  | I, 1949     | 2-1-3 (+1)   |
| 7.  | I, 1949     | 2-2-3 (+1)   |
| 8.  | I, 1950     | 3-2-3 (0)    |
| 9.  | I, 1950     | 3-2-4 (+1)   |
| 10. | II, 1958    | 3-3-4 (+1)   |
| 11. | II, 1958    | 3-3-5 (+2)   |
| 12. | II, 1959    | 3-3-6 (+3)   |
| 13. | II, 1959    | 3-4-6 (+3)   |
| 14. | II, 1960    | 3-4-7 (+4)   |
| 15. | II, 1960    | 3-4-8 (+5)   |
| 16. | III, 1964   | 3-4-9 (+6)   |
| 17. | III, 1965   | 3-4-10 (+7)  |
| 18. | III, 1966   | 3-4-11 (+8)  |
| 19. | III, 1967   | 3-5-11 (+8)  |
| 20. | III, 1969   | 4-5-11 (+7)  |
| 21. | III, 1970   | 4-5-12 (+8)  |
| 22. | I, 1993     | 4-5-13 (+9)  |
| 23. | I, 1994     | 4-6-13 (+9)  |
| 24. | I, 1994     | 4-6-14 (+10) |
| 25. | I, 1995     | 5-6-14 (+9)  |
| 26. | I, 2020     | 5-6-15 (+10) |
| 27. | I, 2021     | 5-6-16 (+11) |
| 28. | I, 2021     | 5-6-17 (+12) |
| 29. | I, 2022     | 5-6-18 (+13) |
| 30. | I, 2022     | 5-6-19 (+14) |
| 31. | I, 2023     | 5-6-20 (+15) |
| 32. | I, 2023     | 5-6-21 (+16) |
| 33. | I, 2024     | 5-6-22 (+17) |

### w Mistrzostwach Okręgów
| Sezon | Gospodarz    | Gospodarz   | Gospodarz |
| Sezon | Warta Poznań | Lech Poznań |           |
| 1946  | 1:0          | 5:2 1:2     |           |

### w I lidze (od 2008 w Ekstraklasie)
| Sezon   | Gospodarz    | Gospodarz   | Gospodarz |
| Sezon   | Warta Poznań | Lech Poznań |           |
| 1948    | 2:2          | 2:0         |           |
| 1949    | 2:2          | 2:1         |           |
| 1950    | 4:2          | 2:0         |           |
| 1993/94 | 1:1          | 1:0         |           |
| 1994/95 | 0:2          | 1:2         |           |
| 2020/21 | 1:2          | 1:0         |           |
| 2021/22 | 1:2          | 2:0         |           |
| 2022/23 | 0:1          | 2:0         |           |
| 2023/24 | 0:2          | 2:0         |           |

### w II lidze
| Sezon | Gospodarz    | Gospodarz   | Gospodarz |
| Sezon | Warta Poznań | Lech Poznań |           |
| 1958  | 1:1          | 1:0         |           |
| 1959  | 0:0          | 1:0         |           |
| 1960  | 0:1          | 1:0         |           |

### w III lidze
| Sezon     | Gospodarz    | Gospodarz   | Gospodarz |
| Sezon     | Warta Poznań | Lech Poznań |           |
| 1964/1965 | 0:1          | 5:0         |           |
| 1966/1967 | 0:0          | 2:0         |           |
| 1969/1970 | 0:1          | 0:1         |           |

## Mecze Lech - Olimpia

### w I lidze
| Sezon   | Gospodarz   | Gospodarz      | Gospodarz |
| Sezon   | Lech Poznań | Olimpia Poznań |           |
| 1986/87 | 3:0         | 0:2            |           |
| 1987/88 | 2:2         | 1:3            |           |
| 1988/89 | 1:2         | 2:1            |           |
| 1989/90 | 1:1         | 0:1            |           |
| 1990/91 | 0:0         | 3:2            |           |
| 1991/92 | 1:1         | 1:2            |           |
| 1992/93 | 6:1         | 1:2            |           |
| 1994/95 | 0:2         | 0:2            |           |

### w II lidze
| Sezon   | Gospodarz   | Gospodarz      | Gospodarz |
| Sezon   | Lech Poznań | Olimpia Poznań |           |
| 1959    | 3:1         | 1:3            |           |
| 1960    | 5:2         | 0:1            |           |
| 1967/68 | 1:1         | 1:1            |           |
| 1968/69 | 2:1         | 2:0            |           |

## Mecze Olimpia - Warta

### w I lidze
| Sezon   | Gospodarz      | Gospodarz    | Gospodarz |
| Sezon   | Olimpia Poznań | Warta Poznań |           |
| 1994/95 | 1:1            | 3:0          |           |

### w II lidze
| Sezon   | Gospodarz      | Gospodarz    | Gospodarz |
| Sezon   | Olimpia Poznań | Warta Poznań |           |
| 1959    | 2:1            | 1:1          |           |
| 1960    | 0:3            | 0:1          |           |
| 1970/71 | 0:0            | 0:3          |           |
| 1974/75 | 1:0            | 1:3          |           |
| 1977/78 | 1:1            | 0:0          |           |
| 1978/79 | 1:0            | 0:2          |           |

## Pozycje w klasyfikacji medalowej mistrzostw Polski
|       | 21   | 22     | 23   | 25     | 26   | 27   | 28     | 29    | 30 | 31 | 32   | 33 | 34 | 35   | 36   | 37 | 38     | 46     | 47    | 48 | 49   | 50   | 51 | 52 | 53 | 54 | 55 | 56 | 57 | 58 | 59 | 60 | 61 | 62 | 63 | 64 | 65 | 66 | 67 | 68 | 69 | 70 | 71 | 72 | 73 | 74 | 75 | 76 | 77 | 78   | 79 | 80 | 81 | 82 | 83    | 84    | 85 | 86 | 87 | 88 | 89 | 90    | 91 | 92    | 93    | 94 | 95 | 96 | 97 | 98 | 99 | 00 | 01 | 02 | 03 | 04 | 05 | 06 | 07 | 08 | 09   | 10    | 11 | 12 | 13     | 14     | 15    | 16 | 17   | 18   | 19 | 20     | 21 | 22    | 23   | 24 |
| ----- | ---- | ------ | ---- | ------ | ---- | ---- | ------ | ----- | -- | -- | ---- | -- | -- | ---- | ---- | -- | ------ | ------ | ----- | -- | ---- | ---- | -- | -- | -- | -- | -- | -- | -- | -- | -- | -- | -- | -- | -- | -- | -- | -- | -- | -- | -- | -- | -- | -- | -- | -- | -- | -- | -- | ---- | -- | -- | -- | -- | ----- | ----- | -- | -- | -- | -- | -- | ----- | -- | ----- | ----- | -- | -- | -- | -- | -- | -- | -- | -- | -- | -- | -- | -- | -- | -- | -- | ---- | ----- | -- | -- | ------ | ------ | ----- | -- | ---- | ---- | -- | ------ | -- | ----- | ---- | -- |
| Warta | 3    | 3      | 3    | 3      | 3    | 4    | 4      | 3     | 4  | 4  | 4    | 4  | 5  | 5    | 5    | 5  | 5      | 5      | 4     | 5  | 5    | 5    | 5  | 5  | 5  | 5  | 5  | 5  | 5  | 5  | 5  | 5  | 6  | 6  | 6  | 6  | 6  | 6  | 6  | 6  | 7  | 7  | 7  | 7  | 7  | 7  | 7  | 7  | 7  | 7    | 7  | 7  | 7  | 7  | 7     | 7     | 7  | 7  | 7  | 7  | 7  | 8     | 8  | 8     | 8     | 8  | 8  | 9  | 9  | 9  | 9  | 9  | 9  | 9  | 9  | 9  | 9  | 9  | 9  | 9  | 9    | 9     | 9  | 9  | 9      | 9      | 9     | 9  | 9    | 9-10 | 9  | 9      | 9  | 9     | 9    | 9  |
| Medal | brąz | srebro | brąz | srebro | brąz | brąz | srebro | złoto |    |    | brąz |    |    | brąz | brąz |    | srebro | srebro | złoto |    | brąz | brąz |    |    |    |    |    |    |    |    |    |    |    |    |    |    |    |    |    |    |    |    |    |    |    |    |    |    |    | brąz |    |    |    |    | złoto | złoto |    |    |    |    |    | złoto |    | złoto | złoto |    |    |    |    |    |    |    |    |    |    |    |    |    |    |    | brąz | złoto |    |    | srebro | srebro | złoto |    | brąz | brąz |    | srebro |    | złoto | brąz |    |
| Lech  | –    | –      | –    | –      | –    | –    | –      | –     | –  | –  | –    | –  | –  | –    | –    | –  | –      | –      | –     | –  | 11   | 11   | 11 | 12 | 13 | 14 | 15 | 15 | 17 | 17 | 17 | 17 | 17 | 17 | 17 | 17 | 18 | 18 | 18 | 18 | 18 | 18 | 18 | 18 | 19 | 19 | 19 | 20 | 22 | 22   | 22 | 22 | 22 | 22 | 16    | 11    | 11 | 11 | 11 | 11 | 11 | 7     | 7  | 7     | 5     | 6  | 6  | 6  | 6  | 6  | 6  | 6  | 6  | 6  | 6  | 6  | 6  | 6  | 6  | 6  | 6    | 5     | 5  | 5  | 5      | 5      | 5     | 5  | 5    | 5    | 5  | 5      | 5  | 5     | 5    | 5  |